# Хаккяри (вилает)
Хаккяри (на турски: Hakkâri) е вилает в Югоизточна Турция граничещ със Иран и Ирак. Административен център на вилаета е едноименния град Хаккяри. Вилает Хаккяри е с население от 272 566 жители (приб. оценка 2006 г.) и обща площ от 7121 кв.км. Разделен е на 4 общини.

## Население
Численост на населението според преброяванията през годините:
| Година | Численост |
| 1990   | 172 479   |
| 2000   | 236 581   |
| 2011   | 271 405   |